# アールパード・ヨー
アールパード・ヨー（Árpád Joó, 1948年6月8日 - 2014年7月17日）は、ハンガリーの指揮者、ピアノ奏者。

## 経歴
ブダペストの生まれ。ピアニストだった母に幼少時より音楽の手ほどきを受け、６歳の時に新設されたコダーイ音楽学校で英才教育を受けた。9歳でピアノ・リサイタルを開いたが、その後も音楽の勉学を続け、バルトーク音楽高校を経てリスト音楽院に進学してヨーゼフ・ガート、パール・カドシャ、ゾルターン・コダーイの薫陶を受けた。1962年にはブダペストで開催されたリスト＝バルトーク国際ピアノ・コンクールで優勝し、1964年にはモントルー音楽祭に出演。1967年にはニューヨークのジュリアード音楽院に留学し、ボストンで開催されたフランツ・リスト国際ピアノ・コンクールで優勝してインディアナ大学への奨学金を得た。
インディアナ大学ではイーゴリ・マルケヴィチの下で指揮を学び、1969年にサンディエゴでモーツァルトの《フィガロの結婚》を指揮して、指揮者として活動するようになった。1973年から1977年までノックスヴィル交響楽団、1977年から1983年までカルガリー・フィルハーモニー管弦楽団の首席指揮者を歴任し、1983年からはブラバント管弦楽団を指揮し、1988年から1990年までスペイン放送交響楽団の首席指揮者を務めた。1998年にはブダペストにヨーロッパ交響楽団を設立し、自ら首席指揮者を務めた。
2014年にシンガポールにて死去。